# NGC 4956
NGC 4956 is een lensvormig sterrenstelsel in het sterrenbeeld Jachthonden. Het hemelobject werd op 1 mei 1785 ontdekt door de Duits-Britse astronoom William Herschel.

## Synoniemen
- UGC 8177
- MCG 6-29-25
- ZWG 189.17
- PGC 45236